# Petraštica
Pjetërshticë en albanais et Petraštica en serbe latin (en serbe cyrillique : Петраштица) est une localité du Kosovo située dans la commune/municipalité de Shtime/Štimlje, district de Ferizaj/Uroševac (Kosovo) ou district de Kosovo (Serbie). Selon le recensement kosovar de 2011, elle compte 1 495 habitants.

## Démographie

### Évolution historique de la population dans la localité
| 1948 | 1953 | 1961 | 1971 | 1981  | 1991  | 2011  |
| ---- | ---- | ---- | ---- | ----- | ----- | ----- |
| 611  | 691  | 678  | 795  | 1 056 | 1 273 | 1 495 |

|  |

### Répartition de la population par nationalités (2011)
En 2011, les Albanais représentaient 99,87 % de la population.